# Ana Pavlovna da Rússia
Ana Pavlovna (São Petesburgo, 18 de janeiro de 1795 – Haia, 1 de março de 1865) foi a esposa do rei Guilherme II e Rainha Consorte dos Países Baixos e Grã-Duquesa Consorte de Luxemburgo de 1840 até 1849. Era filha do imperador Paulo I da Rússia e sua esposa, a duquesa Sofia Doroteia de Württemberg.

## Origens
Ana Pavlovna era a oitava filha do czar Paulo I da Rússia e da sua consorte, a imperatriz Maria Feodorovna (nascida duquesa Sofia Doroteia de Württemberg), e, assim, recebeu o título de Sua Alteza Imperial, a grã-duquesa Ana Pavlovna da Rússia. Devido às convenções de tradução em vigor nos Países Baixos durante o século XIX, a grã-duquesa é mais conhecida neste país como Anna Paulowna.
A certa altura, o imperador Napoleão I de França, pediu Ana em casamento, mas foi rejeitado.

## Biografia

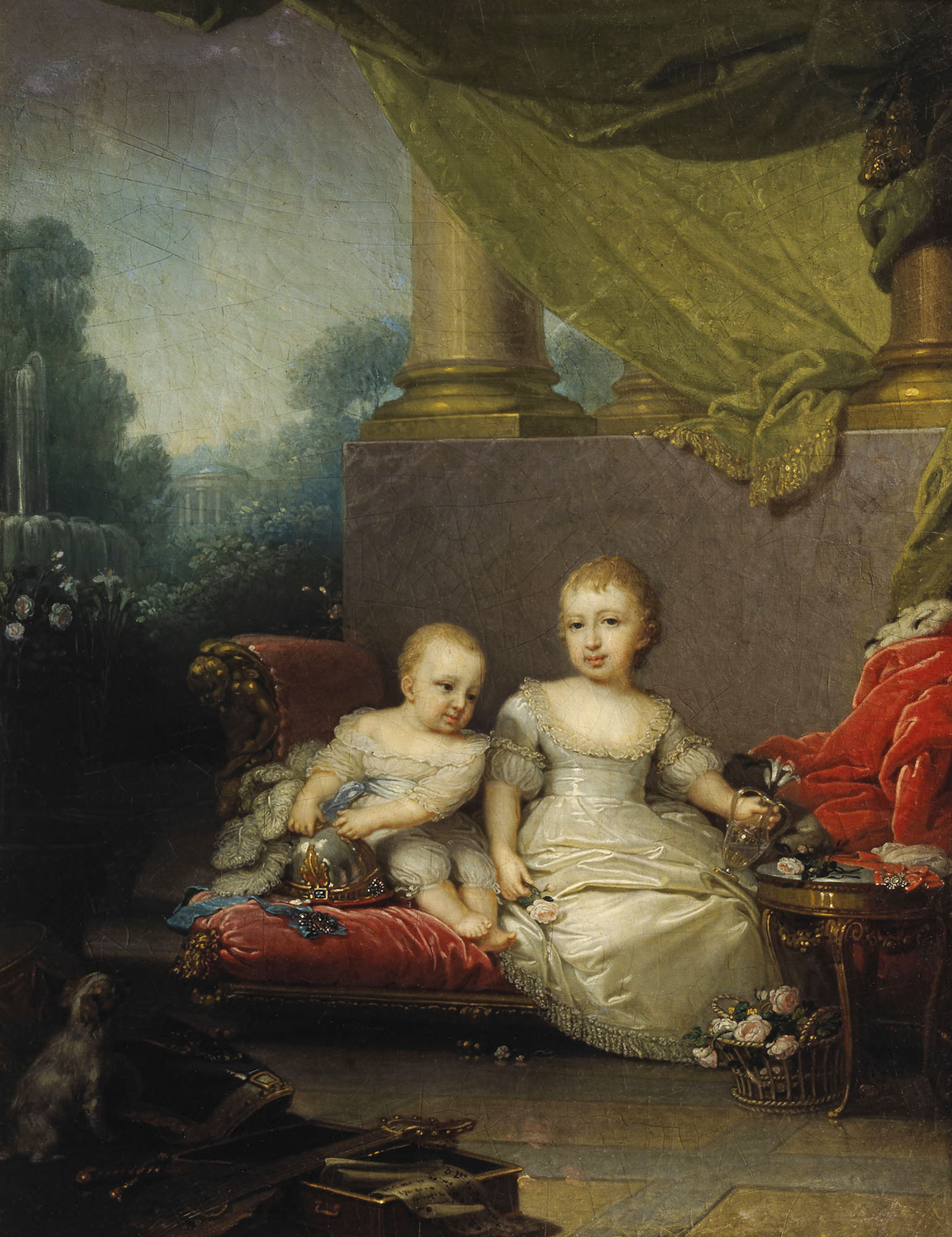
A grã-duquesa com o irmão, Nicolau I da Rússia, pintados em 1797 por Vladimir Borovikovsky.

No dia 21 de fevereiro de 1816, Ana casou-se na capela do Palácio de Inverno, em São Petersburgo, com o príncipe de Orange, que, mais tarde, se tornaria o rei Guilherme II dos Países Baixos. O casamento tinha sido sugerido pelo irmão da grã-duquesa, o czar Alexandre I da Rússia, em 1815, como símbolo da aliança criada entre os dois países após o Congresso de Viena. Como tinha sido decidido que nenhum membro da família Romanov devia ser forçado a casar contra a sua vontade, Guilherme foi convidado a visitar a Rússia antes do casamento, para que Ana o pudesse conhecer e aceitasse a união, o que acabou por acontecer. Ana manteve a sua fé ortodoxa russa depois do casamento. O casal permaneceu na Rússia durante um ano.
Ana ficou chocada com as diferenças que existiam entre a Rússia e o seu novo país, principalmente no que dizia respeito ao sistema de classes e a sua separação, que era muito menos severa nos Países Baixos, onde a distância entre a realeza e o público não era tão grande como na Rússia, e a grã-duquesa teve grande dificuldade para se adaptar a esta nova realidade. O casal viveu em Bruxelas até ao rebentar da Revolução Belga, vendo-se forçados a abandonar a cidade em 1830. Ana gostava muito mais de Bruxelas do que do norte, já que era mais parecida com o seu país-natal. Abriu uma escola onde mulheres e meninas pobres eram ensinadas a coser, e um hospital para soldados feridos devido à Revolução Belga.

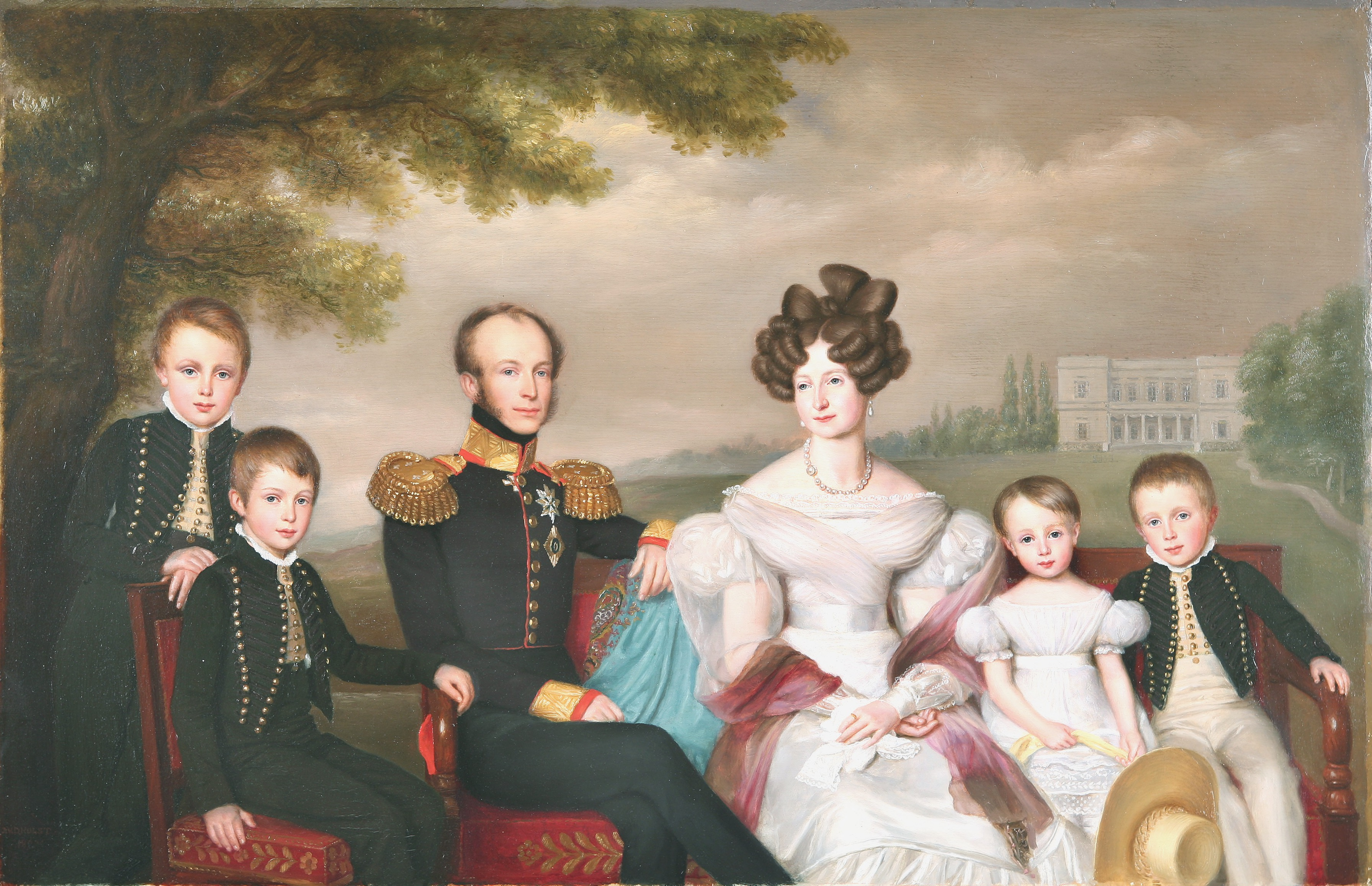
Ana com o marido Guilherme e os filhos, em pintura de Jan Baptist van der Hulst, de 1832.

O seu casamento foi agitado. Desde o início Ana considerava que tinha uma posição superior à de Guilherme. Em 1829, várias peças de joelharia da rainha foram roubadas e Ana desconfiou que tinha sido o seu marido o culpado, visto estar profundamente endividado e acompanhado de pessoas de quem Ana desconfiava. O adultério do rei também criou conflitos entre o casal. Viveram separadamente até 1843. Apesar de tudo, Ana foi uma mediadora entre o marido e o sogro e tentou acalmar as tensões que existiam entre eles durante conflitos políticos. De outras formas, Ana não se envolvia na política, apesar de ter convicções políticas fortes. Como pessoa, foi descrita como inteligente, sensível, leal à família e com um temperamento violento.
A 7 de Outubro de 1840, após a abdicação do seu sogro, Ana tornou-se rainha-consorte dos Países Baixos. Foi a 34.ª dama da Real Ordem da Rainha Maria Luísa em 1 de Fevereiro de 1842.
Como rainha, Ana foi digna, arrogante e distante para com o seu público. Apesar de ter aprendido a falar o idioma holandês melhor do que o marido (que tinha como língua materna o francês), a rainha seguia uma etiqueta muito severa e nunca foi muito popular. Gostava de pompa, etiqueta e de cerimónias e rituais formais. Mantinha correspondência com a mãe e com os irmãos na Rússia e estimava muito a memória do seu país natal. Criou o coro de meninos russos, onde os membros tinham de se vestir com o traje tradicional russo e diz-se que sempre permaneceu mais uma grã-duquesa russa do que a rainha consorte dos Países Baixos.

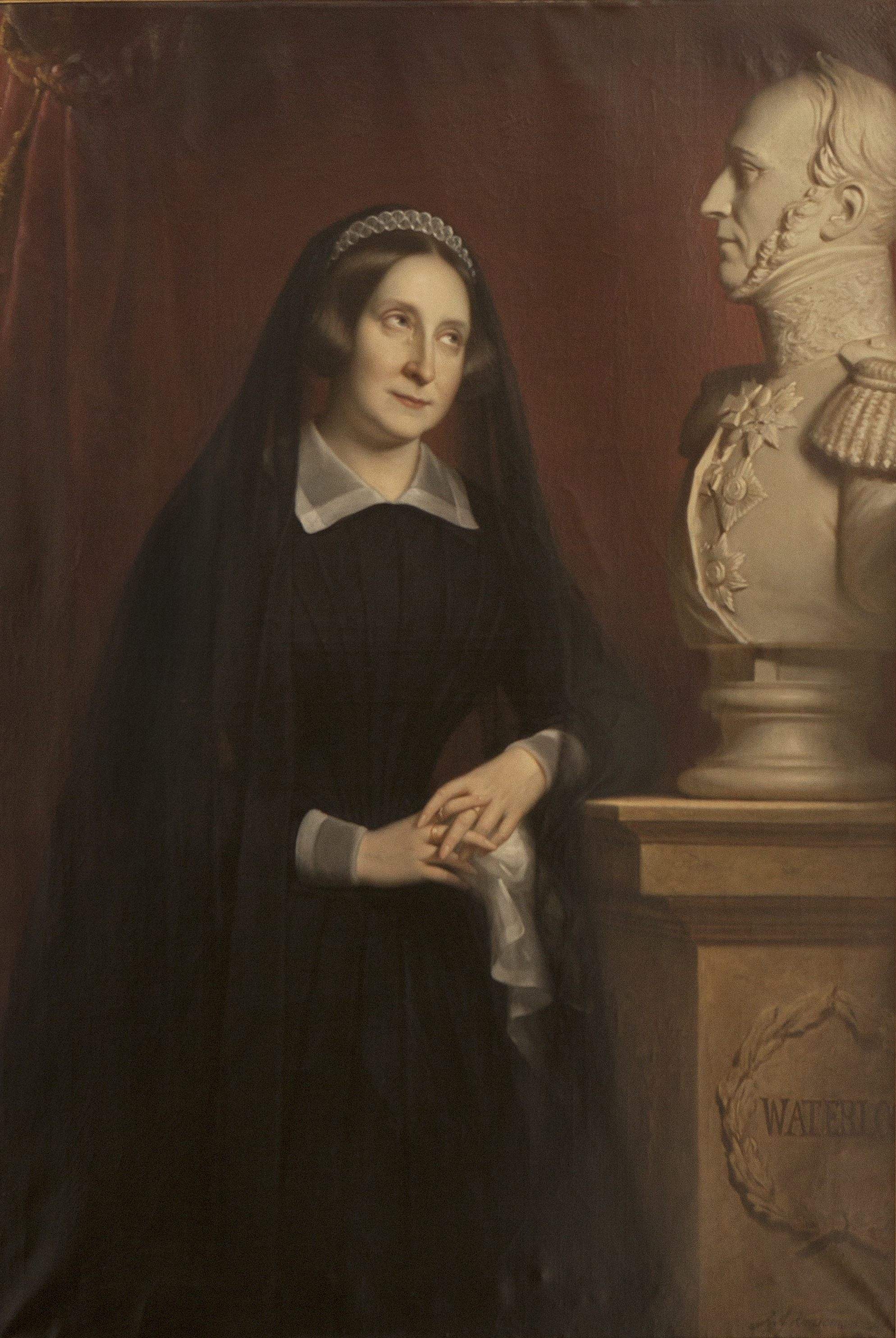
A rainha como viúva em 1852.

Quando ficou viúva, Ana deixou o palácio real e retirou-se dos eventos públicos, passando a ser mais discreta. Não se dava bem com a sua nora; e em 1855, tinha fortes planos para regressar à Rússia depois de entrar em conflito com o seu filho, o rei Guilherme III dos Países Baixos, mas, no fim, acabou por ficar nos Países Baixos.

## Descendência
1. Guilherme III dos Países Baixos (19 de fevereiro de 1817 – 23 de novembro de 1890), casado primeiro com a duquesa Sofia de Württemberg; com descendência. Casado depois com a princesa Ema de Waldeck e Pyrmont; com descendência.
2. Alexandre dos Países Baixos (2 de agosto de 1818 – 20 de fevereiro de 1848), soldado do exército holandês. Morreu solteiro e sem descendência.
3. Henrique dos Países Baixos (13 de junho de 1820 – 14 de janeiro de 1879), casado primeiro com a princesa Amália de Saxe-Weimar-Eisenach; sem descendência. Casado depois com a princesa Maria da Prússia; sem descendência.
4. Ernesto Casimiro dos Países Baixos (21 de maio de 1822 - 22 de outubro de 1822), morreu aos cinco meses de idade.
5. Sofia dos Países Baixos (8 de abril de 1824 – 23 de março de 1897), casada com o duque Carlos Alexandre de Saxe-Weimar-Eisenach; com descendência.

## Títulos e estilos
Os seus títulos abaixo:

O monograma da Rainha Ana dos Países Baixos

- 18 de janeiro de 1795 - 21 de fevereiro de 1816: Sua Alteza Imperial, a Grã-Duquesa Ana Pavlovna da Rússia
- 21 de fevereiro de 1816 - 07 de outubro de 1840: Sua Alteza Real, a Princesa de Orange
- 07 de outubro de 1840 - 07 de março de 1849: Sua Majestade, a Rainha dos Países Baixos, Grã-Duquesa de Luxemburgo, Duquesa de Limburgo
- 07 de março de 1849 - 1 de março de 1865: Sua Majestade, a Rainha Viúva dos Países Baixos, Grã-Duquesa Viúva de Luxemburgo, Duquesa Viúva de Limburgo

## Genealogia
| Ana Pavlovna da Rússia | Pai: Paulo I da Rússia             | Avô paterno: Pedro III da Rússia                        | Bisavô paterno: Carlos Frederico, Duque de Holsácia-Gottorp          |
| Ana Pavlovna da Rússia | Pai: Paulo I da Rússia             | Avô paterno: Pedro III da Rússia                        | Bisavó paterna: Ana Petrovna da Rússia                               |
| Ana Pavlovna da Rússia | Pai: Paulo I da Rússia             | Avó paterna: Catarina II da Rússia                      | Bisavô paterno: Cristiano Augusto, Príncipe de Anhalt-Zerbst         |
| Ana Pavlovna da Rússia | Pai: Paulo I da Rússia             | Avó paterna: Catarina II da Rússia                      | Bisavó paterna: Joana Isabel de Holsácia-Gottorp                     |
| Ana Pavlovna da Rússia | Mãe: Sofia Doroteia de Württemberg | Avô materno: Frederico II Eugénio, Duque de Württemberg | Bisavô materno: Carlos Alexandre, Duque de Württemberg               |
| Ana Pavlovna da Rússia | Mãe: Sofia Doroteia de Württemberg | Avô materno: Frederico II Eugénio, Duque de Württemberg | Bisavó materna: Maria Augusta de Thurn e Taxis                       |
| Ana Pavlovna da Rússia | Mãe: Sofia Doroteia de Württemberg | Avó materna: Frederica de Brandemburgo-Schwedt          | Bisavô materno: Frederico Guilherme, Marquês de Brandemburgo-Schwedt |
| Ana Pavlovna da Rússia | Mãe: Sofia Doroteia de Württemberg | Avó materna: Frederica de Brandemburgo-Schwedt          | Bisavó materna: Sofia Doroteia da Prússia                            |